# Ernie Pieterse
Ernie Pieterse (n. 4 iulie 1938, Parow⁠(d), Provincia Western Cape, Africa de Sud – d. 1 noiembrie 2017, Johannesburg, Africa de Sud) a fost un pilot de Formula 1. De-a lungul carierei a luat startul în 2 curse, niciuna din pole-position. Nu a câștigat nicio cursă și nu a terminat niciodată pe podium, acumulând 0 puncte în întreaga activitate ca pilot de Formula 1.